# Jurij Zjeljabuzjskij
Jurij Andrejevitj Zjeljabuzjskij (ryska: Юрий Андреевич Желябужский), född 24 december 1888 i Tbilisi, Kejsardömet Ryssland, död 24 oktober 1955 i Moskva, Sovjetunionen, var en rysk och sovjetisk filmfotograf, filmregissör och manusförfattare. Modern var skådespelaren Maria Andrejeva (1868–1953).

## Filmografi i urval

### Filmfotografi
- 1924 – Aelita (även scenografi)
- 1924 – Cigarrettflickan från Mosselprom
- 1929 – Förrädaren

### Regi
- 1924 – Cigarrettflickan från Mosselprom [1][2]
- 1929 – Förrädaren